# تشيكوسلوفاك غروب
شركة تشيكوسلوفاك غروب (بالإنجليزية Czechoslovak Group) وتعرف باختصار CSG هي مجموعة صناعية تكنولوجية عالمية مقرها في مدينة براغ في الجمهورية التشيكية والشركات الرئيسية التابعة لها توجد في كل من الجمهورية التشيكية وسلوفاكيا وإيطاليا والولايات المتحدة الأمريكية والمملكة المتحدة واسبانيا والهند وصربيا.
تختص CSG بشكل أساسي في صناعة الدفاع والأمن وصناعة المركبات والطيران والسكك الحديدية. تشكيلة منتجاتها واسعة جداً وتتضمن العربات الثقيلة المخصصة لأراض وعرة والعتاد الخاص بالعساكر وعمال الإطفاء والمعدات العسكرية والذخائر والرادارات وأنظمة إدارة ومراقبة الحركة الجوية ومكابح لعربات السكك الحديدة وحتى ساعات اليد الفاخرة.
لدى CSG ما يفوق 100 شركة فرعية وتوظف أكثر من 10 آلاف شخص.
مبيعات شركة CSG في سنة 2023 وصلت لـ 1,73 مليار يورو وهو ما يمثل زيادة سنوية قدرها 71 %. وقد وصل مؤشر إبيتدا (يعرف اختصاراً بالانجليزية EBITDA) لمبلغ 439 مليون يورو والذي ارتفع سنويا بأكثر من الضعف. الربح الصافي لـ CSG في سنة 2023 وصل لـ 210 مليون يورو. أكثر من نصف إنتاج CSG (51 %) كان يتجه إلى الدول الأوروبية (عدا أوكرانيا). ثلثي مبيعات CSG تم تحقيقها في الدول الأعضاء في حلف شمال الأطلسي والثلث الآخر في باقي دول العالم.

## التاريخ
شركة تشيكوسلوفاك غروب تكونت بشكل تدريجي من شركة EXCALIBUR ARMY التي تم تأسيسها في سنة 1995. وفي سنة 2014 تشكلت هيكليتها كشركة قابضة، في البداية تحت مسمى EXCALIBUR GROUP. وفي سنة 2016 تم تسميتها CZECHOSLOVAK GROUP وقد توسعت بشكل ملحوظ منذ ذلك الحين. في سنة 2018 أصبح مالك الشركة ميخال سترناد (Michal Strnad)، ابن مؤسس الشركة.
مجموعة CSG تتضمن شركات تقليدية ذات تاريخ عريق. أشهر علامة تجارية لهذه المجموعة في دولة مقرها هي تاترا (Tatra) والتي تختص بصناعة الشاسيهات المدولبة الثقيلة والتي تصنع عربات النقل والمواصلات منذ سنة 1850. كما أنها ثالث أقدم شركة سيارات ما زالت تعمل في العالم حتى الآن. ومن بين الشركات التقليدية التابعة لـ CSG تأتي شركة Fiocchi البارزة عالمياً في صناعة الذخيرة من العيار الصغير التي أسسها جوليو فيوكي (Giulio Fiocchi) سنة 1876. وتتضمن المجموعة كذلك معمل Fábrica de Municiones de Granada (المعروف باختصار FMG) لصناعة الذخيرة في اسبانيا والذي تم البدء بتدوين تاريخه في أواخر القرن الرابع عشر.

## الابتكار
تجري ضمن المجموعة أبحاث وتطويرات على العديد من الابتكارات. تقوم المجموعة على سبيل المثال بتطوير مركبات تاترا (Tatra) التجارية الثقيلة التي تعمل بنظام الدفع بالهيدروجين الصديق للبيئة أو التي تتمتع بميزة القيادة الذاتية.
كما أنها تشارك في تطوير وإنتاج نموذج مبدئي لآلة يتم من خلالها الحصول على ماء الشرب من الهواء في المناطق الصحراوية. وتقوم أيضاً بتطوير أنظمة مراقبة الحركة الجوية التي تحتوي على عناصر الذكاء الاصطناعي وتعلم الآلة وتعمل المجموعة أيضا على نظام مراقبة الحركة الجوية للمسيرات الآلية.
وتزوّد القوات النخبة من الشرطة بما فيهم أجهزة الأمن الأمريكية والجيش برادارات تتمكن من استشعار الكائنات الحية خلف الحواجز وبذلك تساعدهم في إنجاز مهماتهم بطريقة آمنة. كما أنها تطور رادارات أخرى من الجيل الجديد. وتنتج المجموعة مدافع الهاوتزر ذاتية الحركة وذات درجة عالية من التشغيل الآلي والتي تحتوي على معدات إلكترونية حديثة. ضمن قسم المجموعة الخاص بالذخيرة يتم إنتاج الذخيرة للصيادين التي تعتبر صديقة للبيئة حيث لا تحتوي على الرصاص وتتحلل أجزاؤها سريعا في الطبيعة.

## النشاطات التجارية للمجموعة
أقسام وشركات مجموعة CSG (الحالة في ديسمبر 2023):
CSG Defence
- EXCALIBUR ARMY spol. s.r.o
- Fábrica de Municiones de Granada SL
- .MSM GROUP, s.r.o
- .MSM LAND SYSTEMS s.r.o
- .TATRA DEFENCE SLOVAKIA s.r.o
- .TATRA DEFENCE VEHICLE a.s
- .VOP Nováky, a.s
- .VÝVOJ Martin, a.s
- .ZVS holding, a.s
- 14.OKTOBAR d.o.o. Kruševac

CSG Ammo
- .Baschieri & Pellagri S.p.A
- .Fiocchi Munizioni S.p.A
- .Fiocchi of America Inc
- Lyalvale Express Limited

CSG Mobility
- .DAKO-CZ, a.s
- .DAKO-CZ INDIA Pvt. Ltd
- .DAKO-CZ MACHINERY, a.s
- .DAKO-CZ SERVICE, s.r.o
- .DAKO-CZ TRANSELCO, s.r.o
- .JWL DAKO-CZ (INDIA) Ltd
- .MEDHA DAKO-CZ Pvt. Ltd
- .TATRA TRUCKS a.s – ترتبط الشركة بالمجموعة القابضة من خلال مالك الأغلبية
- .TATRA METALURGIE a.s

CSG Aerospace
- .ATRAK a.s
- .CS SOFT a.s
- .ELDIS Pardubice, s.r.o
- .JOB AIR Technic a.s
- .Pocket Virtuality a.s
- .RETIA, a.s
- .UpVision s.r.o

CSG Business Projects
- .ARMI PERAZZI S.P.A
- .CSG USA Inc
- .ELTON hodinářská, a.s
- .EXCALIBUR INTERNATIONAL a.s
- .KARBOX s.r.o
- PFC Prague Fertility Centre
- .TRUCK SERVICE GROUP s.r.o

## الممارسات البيئية والاجتماعية وحكومة الشركات
تهدف CSG إلى المتابعة في تطوير شركاتها الفرعية. CSG تمارس نشاطها التجاري وفقاً للقواعد الأخلاقية التي تمت صياغتها في مدونة الأخلاقيات الملزمة لجميع أعضاء الهيئات القانونية لشركاتها ولمدرائها وموظفيها.  إن النشاطات المتعلقة بالمسؤولية الاجتماعية جزءٌ لا يتجزأ من عمل CSG.
وكما تتضمن هذه النشاطات في أقسام Defence و Aerospace الانتقال إلى التقنيات المتقدمة التي تقلل من آثار الإنتاج والمنتجات النهائية على البيئة وتعزز معايير السلامة. قسم CSG Ammo+ يركز على إدخال المزيد من المواد الصديقة للبيئة بما فيها المواد المتحللة حيوياً بالكامل وتقليص إنتاج النفايات. قسم CSG Mobility يركز على إيجاد أساليب نقل منخفضة الانبعاثات على شكل التنقل الكهربائي والدفع بالهيدروجين. تدعم معامل CSG تمديد دورة حياة منتجاتها السابقة من خلال تأمين مجموعة واسعة من خدمات الصيانة بما في ذلك استمرارية انتاج قطع الغيار لمدة طويلة. وجميع شركات المجموعة قد أدخلت أو هي بصدد إدخال إجراءات لتعزيز اكتفائها الذاتي من الطاقة – من خلال تركيب مصادر خاصة للطاقة الكهروضوئية والمضخات الحرارية وأجهزة التوليد المشترك للطاقة التي تعمل على الطاقة الشمسية – كل ذلك يأتي وفقاً لمبدأ "عدم إلحاق ضرر كبير" (Do no significant harm)
اعتباراً من عام2023   يبدأ على مستوى الشركات تطبيق قواعد جديدة للمشاركة في الأنشطة المفيدة للعموم في أماكن تواجدها، وذلك في المقام الأول على شكل دعم المبادرات المدنية وغير الربحية والمشاريع الثقافية والاجتماعية والتعليمية أو الرياضية.